# Spilogona nobilis
Spilogona nobilis är en tvåvingeart som först beskrevs av Stein 1898.  Spilogona nobilis ingår i släktet Spilogona och familjen husflugor. Inga underarter finns listade i Catalogue of Life.